# استر رالستون
 استر رالستون (انگلیسی: Esther Ralston؛ ۱۷ سپتامبر ۱۹۰۲ – ۱۴ ژانویهٔ ۱۹۹۴) یک هنرپیشه اهل ایالات متحده آمریکا بود.
از فیلم‌های او می‌توان به الیور توئیست اشاره نمود.